# Китайгородська сільська рада (Дніпровський район)
Китайгоро́дська сільська́ ра́да — адміністративно-територіальна одиниця та орган місцевого самоврядування у колишньому Царичанському районі (з 17 липня 2020 року — Дніпровському районі) Дніпропетровської області. Адміністративний центр — село Китайгород.

## Загальні відомості
- Територія ради: 47,01 км²
- Населення ради: 2 384 особи (станом на 2013 рік)[1].

29 жовтня 2017 року утворена Китайгородська об'єднана територіальна громада.

## Територія
Територія ради розташована вздовж берегів річки Орелі на південний захід від смт Царичанка, на півдні області і займає площу 47,01 км², з яких під забудовою 1,7016 км², ріллі — 24,56 км², пасовищ — 5,2815 км², ліс — 8,7086 км², заповідне урочище гора Калитва — 4 км², рекреаційні зони — 0,2019 км².

## Населені пункти
Сільській раді були підпорядковані населені пункти:
- с. Китайгород

## Склад ради
Рада складалася з 20 депутатів та голови.
- Голова ради:
- Секретар ради:

### Керівний склад попередніх скликань
| Прізвище, ім'я, по батькові | Основні відомості | Дата обрання | Дата звільнення |
| --------------------------- | ----------------- | ------------ | --------------- |
| Вербицька Наталія Іванівна  | Сільський голова  | 04.04.2016   |                 |

Примітка: таблиця складена за даними сайту Верховної Ради України.

### Депутати
За результатами місцевих виборів 2010 року депутатами ради стали:

#### За суб'єктами висування
| Суб'єкт висування                                   | Кількість обраних депутатів | %  |
| --------------------------------------------------- | --------------------------- | -- |
| Партія регіонів                                     | 18                          | 90 |
| Політична партія Всеукраїнське об'єднання «Громада» | 1                           | 5  |
| Самовисування                                       | 1                           | 5  |

#### За округами
| № округу                                            | Прізвище, ім'я, по батькові     | Дата визнання обраним | Освіта             | Партійна приналежність                                      | Відомості про обраного депутата                                   |
| --------------------------------------------------- | ------------------------------- | --------------------- | ------------------ | ----------------------------------------------------------- | ----------------------------------------------------------------- |
| Партія регіонів                                     |                                 |                       |                    |                                                             |                                                                   |
| 1                                                   | Волнянський Іван Сергійович     | 01.11.2010            | середня            | член Партії регіонів                                        | пенсіонер                                                         |
| 2                                                   | Волнянський Микола Васильович   | 01.11.2010            | середня спеціальна | член Партії регіонів                                        | пенсіонер                                                         |
| 5                                                   | Сейранова Наталія Іванівна      | 01.11.2010            | вища               | член Партії регіонів                                        | Китайгородська сільська рада, рахівник-касир                      |
| 6                                                   | Голик Микола Борисович          | 01.11.2010            | середня            | член Партії регіонів                                        | тимчасово не працює                                               |
| 7                                                   | Величко Антон Максимович        | 01.11.2010            | середня            | член Партії регіонів                                        | пенсіонер                                                         |
| 8                                                   | Дашко Володимир Миколайович     | 01.11.2010            | середня спеціальна | член Партії регіонів                                        | тимчасово не працює                                               |
| 9                                                   | Ткаченко Лідія Іванівна         | 01.11.2010            | середня            | член Партії регіонів                                        | Китайгородська сільська рада, секретар виконкому                  |
| 10                                                  | Шкраєв Анатолій Олександрович   | 01.11.2010            | вища               | член Партії регіонів                                        | Царичанські районні електромережі, контролер                      |
| 11                                                  | Пава Валентина Борисівна        | 01.11.2010            | середня            | член Партії регіонів                                        | Китайгородський дошкільний навчальний заклад, помічник вихователя |
| 12                                                  | Журавель Іван Миронович         | 01.11.2010            | середня            | член Партії регіонів                                        | пенсіонер                                                         |
| 13                                                  | Волковець Іван Дмитрович        | 01.11.2010            | середня            | член Партії регіонів                                        | пенсіонер                                                         |
| 14                                                  | Цегельник Олексій Миколайович   | 01.11.2010            | вища               | член Партії регіонів                                        | пенсіонер                                                         |
| 15                                                  | Новицька Світлана Володимирівна | 01.11.2010            | вища               | член Партії регіонів                                        | Китайгородська загальноосвітня школа І-ІІІ ст., вчитель           |
| 16                                                  | Рижко Микола Геннадійович       | 01.11.2010            | середня            | член Партії регіонів                                        | ДОЗ «Дзержинець», електрик                                        |
| 17                                                  | Бутенко Микола Устимович        | 01.11.2010            | середня            | член Партії регіонів                                        | ТОВ «Лоекс», інженер-механік                                      |
| 18                                                  | Ряборука Тетяна Григорівна      | 01.11.2010            | вища               | член Партії регіонів                                        | Царичанська РДА, начальник служби у справах дітей                 |
| 19                                                  | Столяренко Михайло Григорович   | 01.11.2010            | середня            | член Партії регіонів                                        | тимчасово не працює                                               |
| 20                                                  | Круть Михайло Гордійович        | 01.11.2010            | середня спеціальна | член Партії регіонів                                        | приватний підприємець                                             |
| Політична партія Всеукраїнське об'єднання «Громада» |                                 |                       |                    |                                                             |                                                                   |
| 4                                                   | Зубенко Наталія Луківна         | 01.11.2010            | середня            | член Політичної партії Всеукраїнського об'єднання «Громада» | Царичанська районна організація ДО ВО «Громада», менеджер         |
| Самовисування                                       |                                 |                       |                    |                                                             |                                                                   |
| 3                                                   | Серга Зінаїда Василівна         | 01.11.2010            | середня спеціальна | позапартійна                                                | пенсіонер                                                         |